# Nigel de Jong
Nigel de Jong (født 30. november 1984 i Amsterdam, Holland) er en hollandsk fodboldspiller, der spiller for Mainz 05 i den tyske Bundesliga. Han har tidligere i karrieren spillet for blandt andet Ajax, Manchester City, Hamburger SV og AC Milan.
De Jong har (pr. april 2018) spillet 81 kampe for Hollands landshold, som han blandt andet repræsenterede ved EM i 2008 og VM i 2010. Han spillede sin første landskamp 31. marts 2004 i en kamp mod Frankrig.